# ساندرو بوتیچلی
آلساندرو دی ماریانّو دی وانّی فیلیپِپی (مشهور به ساندرو بوتّیچِّلی  ۱۴۴۵ − درگذشته ۱۷ مه ۱۵۱۰) نقاش مشهور فلورانسی دوران رنسانس ایتالیایی بود. او متعلق به مکتب فلورانس تحت حمایت لورنزو د مدیچی بود؛ حرکتی که جورجو وازاری کمتر از صد سال بعد در شرح زندگی بوتیچلی، از آن به‌عنوان «عصر طلایی» یاد کرده‌است.
از نقاشی‌های مشهور او پریماورا، زایش ونوس و پرتره مردی با مدال کوزیموی کبیر را می‌توان نام برد.

## سبک
بوتچلی در عصر رنسانس متعالی می‌زیست. امروزه بسیاری از افراد آثار میکل آنژ و بوتچلی را اشتباه می‌گیرند.
بوتچلی مانند اکثر نقاشان آن زمان سوژۀ آثار خود را در باب دین مسیحیت انتخاب می‌کرد؛ اما نکته‌ای که بوتچلی را از بقیه متمایز می‌کند، استفاده از نمادگرایی با استفاده از خدایان یونان باستان بوده‌است.

## تحلیل زایش ونوس
در تابلوی زایش ونوس چهار نفر وجود دارند که هر کدام نماینده یک نوع زیبایی‌اند.
ونوس که نماد زیبایی و متانت در هنر است با موهایی طلایی که نشان دهندۀ افکار پاک ونوس می‌باشد و صدفی باز شده که ونوس را به مروایدی گران‌بها تشبیه می‌کند.
دو نفری که در سمت چپ تابلو حضور دارند، از دهنش به سمت ونوس آب می‌پاشند که اشاره‌ای به آب مقدس در مسیحیت دارد. 
نکته‌ای که اکثرا متوجه آن نمی‌شوند، حضور ونوس بر روی آب است و اکثرا آب را با چمن اشتباه می‌گیرند. 
وجود ونوس بر روی آب نشان‌دهندۀ استواری ونوس بر سطحی روان است که شاید در دید اول سست به نظر بیاید ولی در باطن استوار هستند.
درختانی که در سمت راست تابلو هستند نشانۀ آرامش، پاکی و زیبایی ونوس هستند.

## داوینچی و بوتچلی
طبق گفته‌ها، داوینچی و بوتچلی همچون میکل آنژ و داوینچی در کار باهم به دلیل اندازۀ دستمزد‌ها و مقدار سفارش‌ها مشکلاتی داشتند.

## نابودی آثار
بوتچلی تقریبا در اواسط زندگی با کشیشی آشنا می‌شود. کشیش راجع‌به بی ارزشی دنیای فانی برای او صحبت می‌کند. بوتچیلی تحت تاثیر سخنان کشیش بخش عظیمی از آثار خود را به آتش می‌کشد.

## نگارخانه

زایش ونوس حوالی ۱۴۸۶ م. گالری اوفیتزی
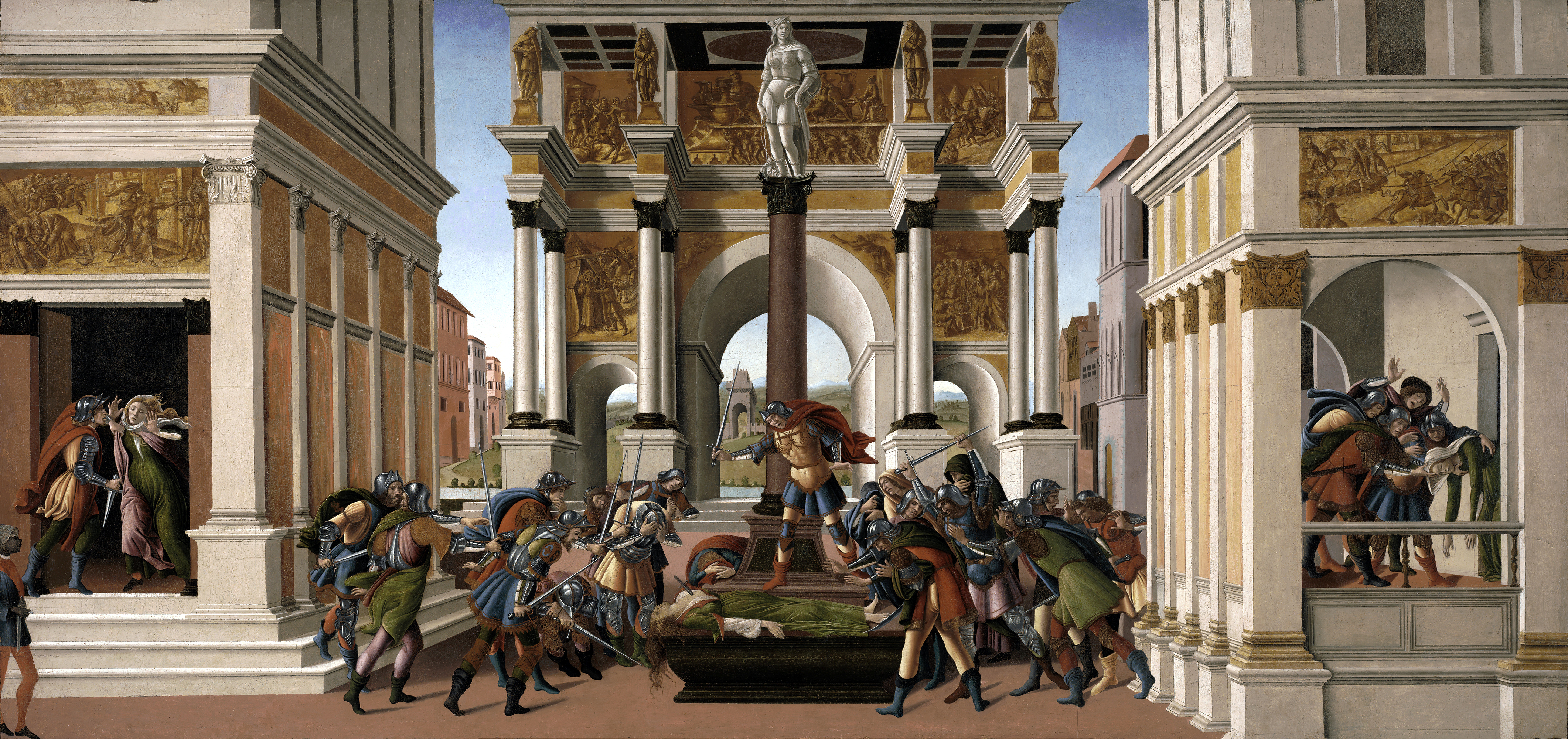
خودکشی لوکرتیا
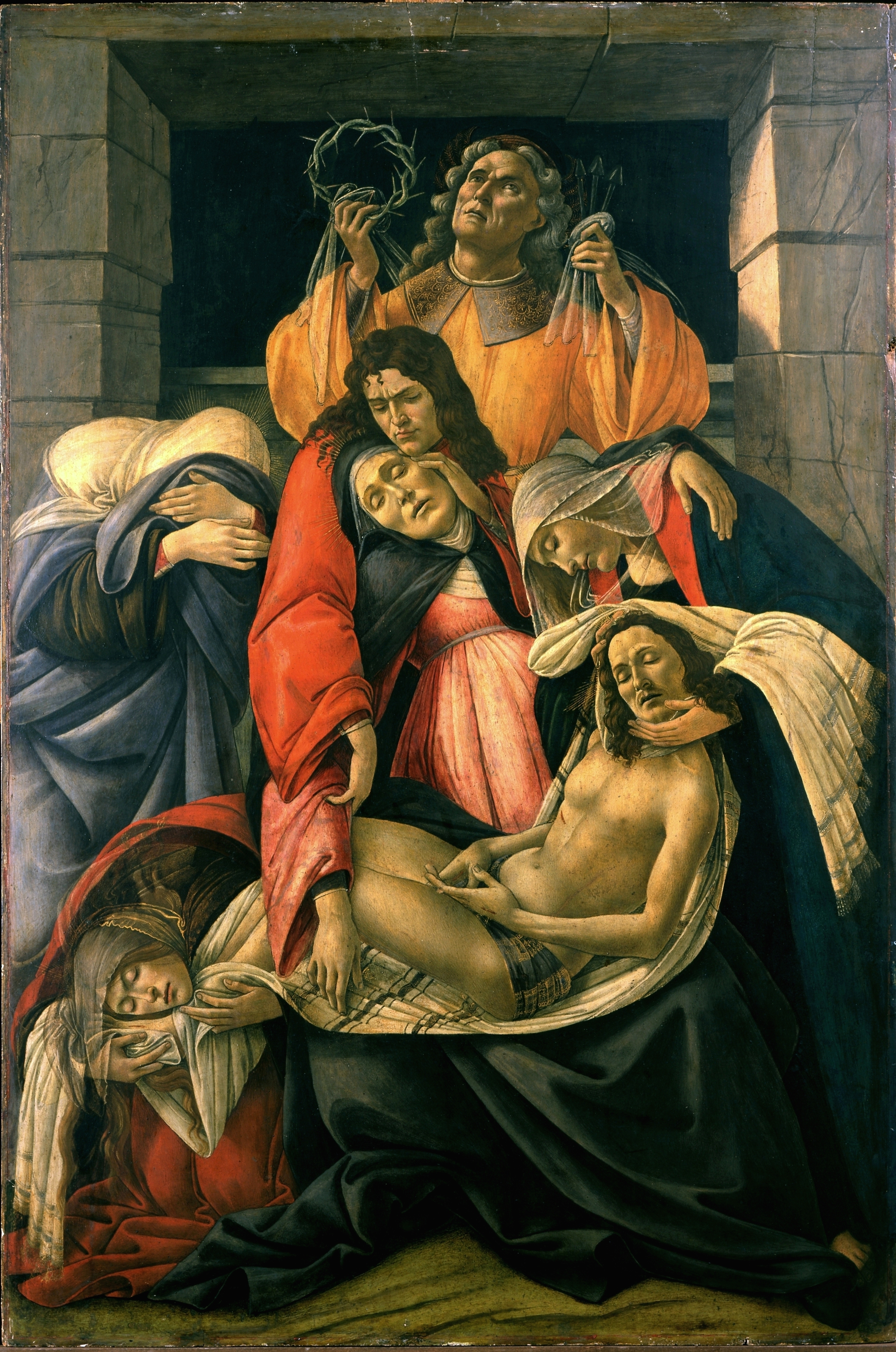
مرثیه‌خوانی برای عیسی حوالی ۱۴۹۵ م. موزهٔ پولدی پزولی
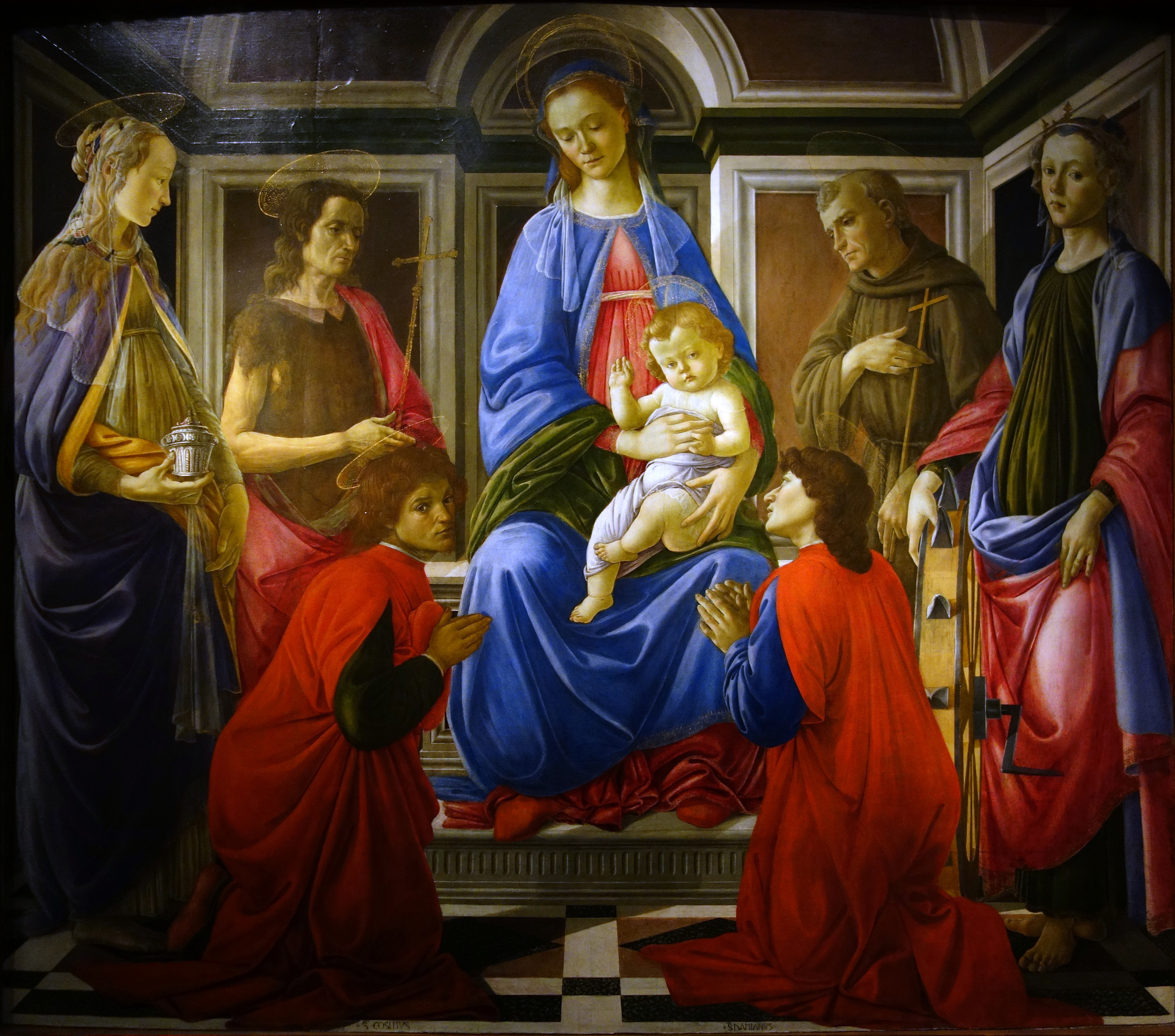
محراب گفتگوی مقدس, حدود سال‌های ۱۴۷۰ تا ۱۴۷۲, اوفیتزی،  به نام پالا دی سانتامبروجو
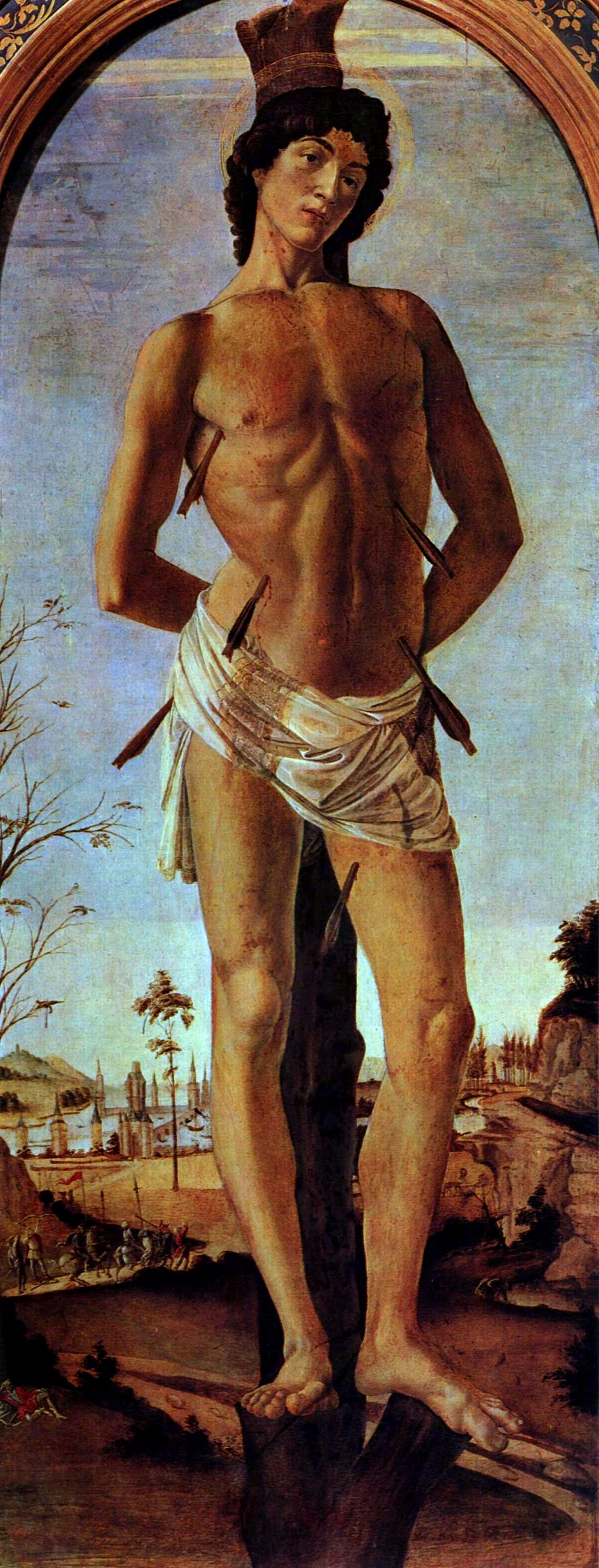
سن سباستین, ۱۴۷۴
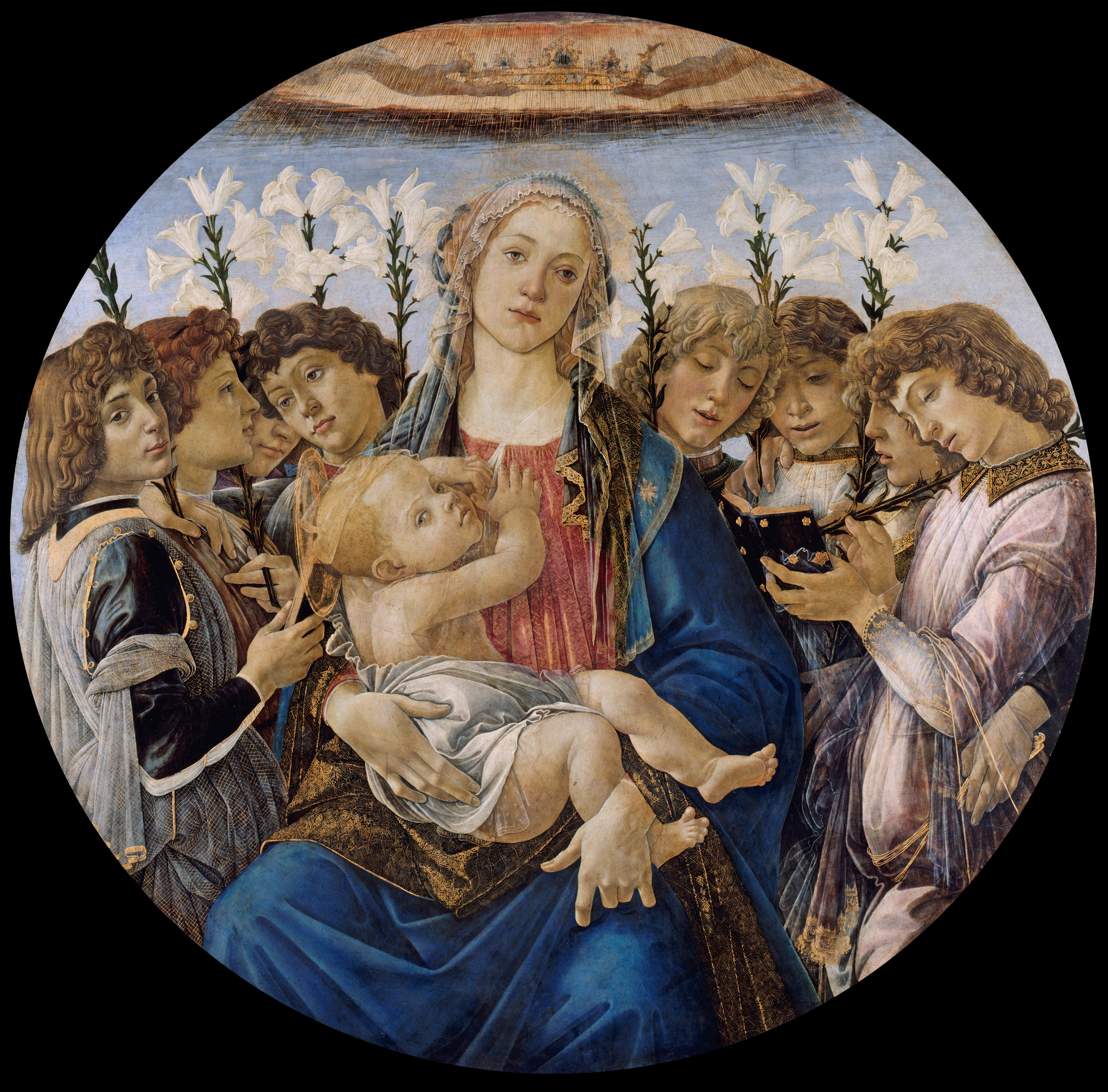
مدونا با سوسن‌های سفید و هشت فرشته, حدود ۱۴۷۸
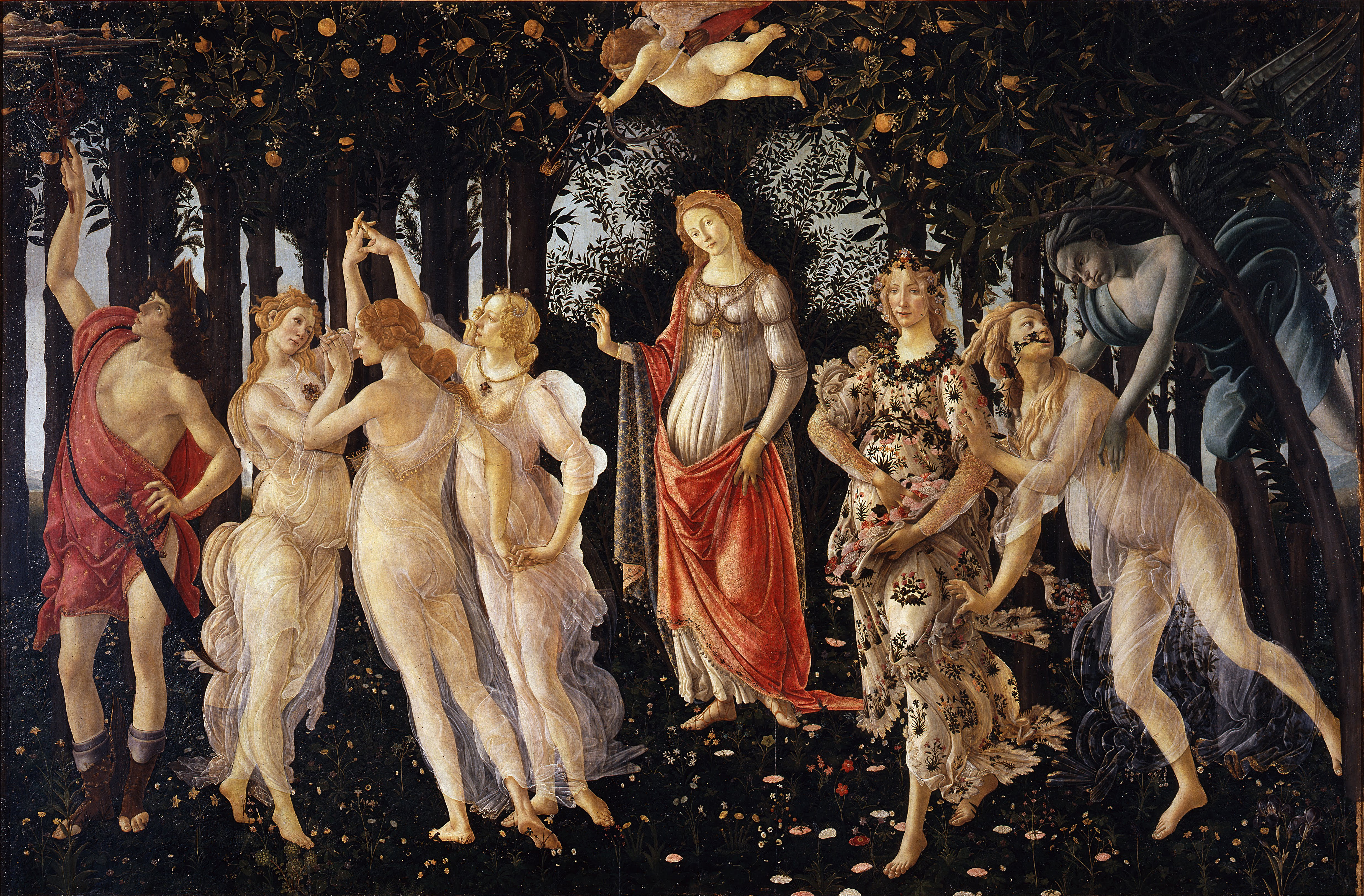
پریماورا، اواخر دههٔ ۱۴۷۰ یا اوایل دههٔ ۱۴۸۰
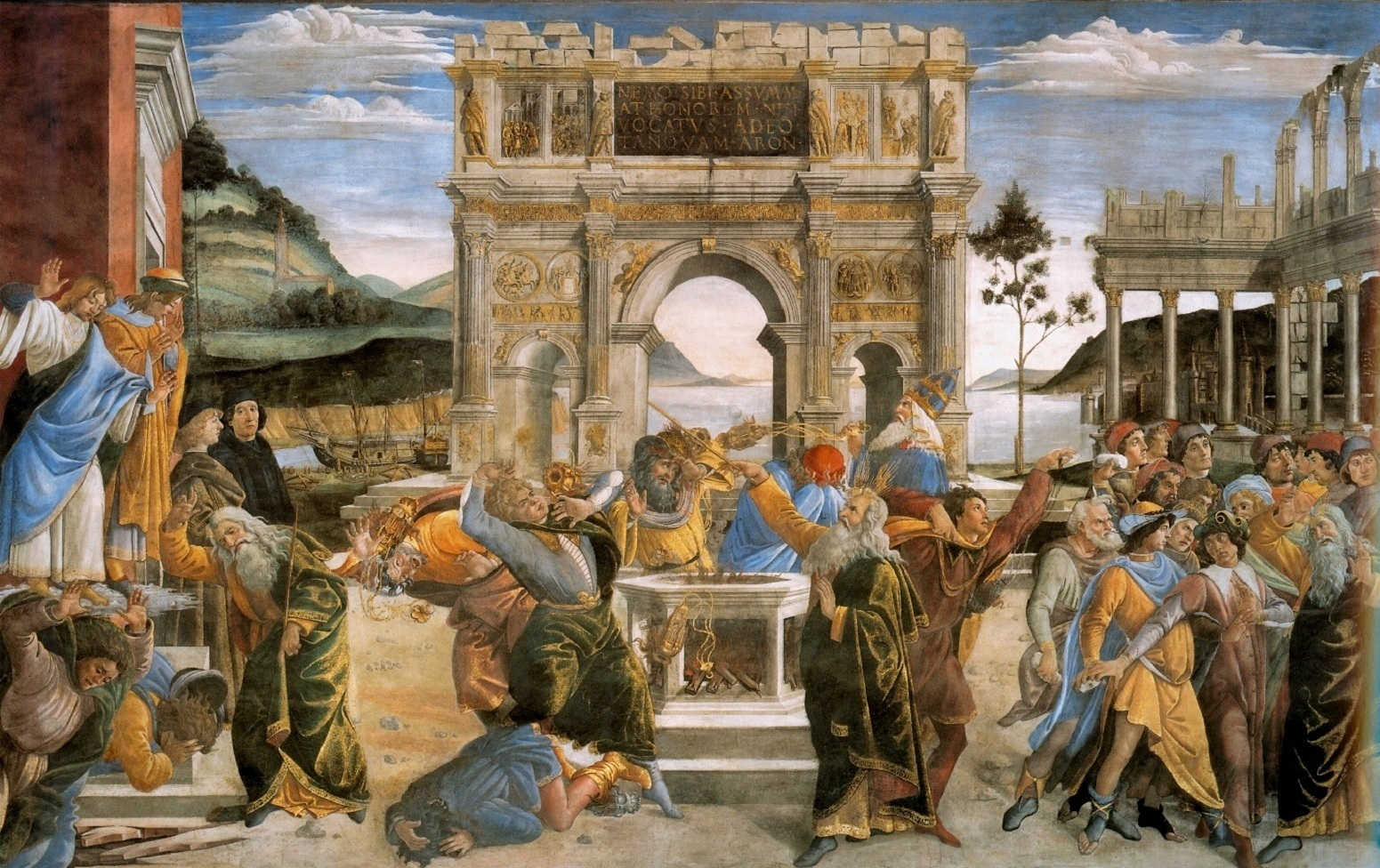
مجازات قارون و سنگسار موسی و هارون بین ۱۴۸۱ تا ۱۴۸۲ م. فرسکو در واتیکان
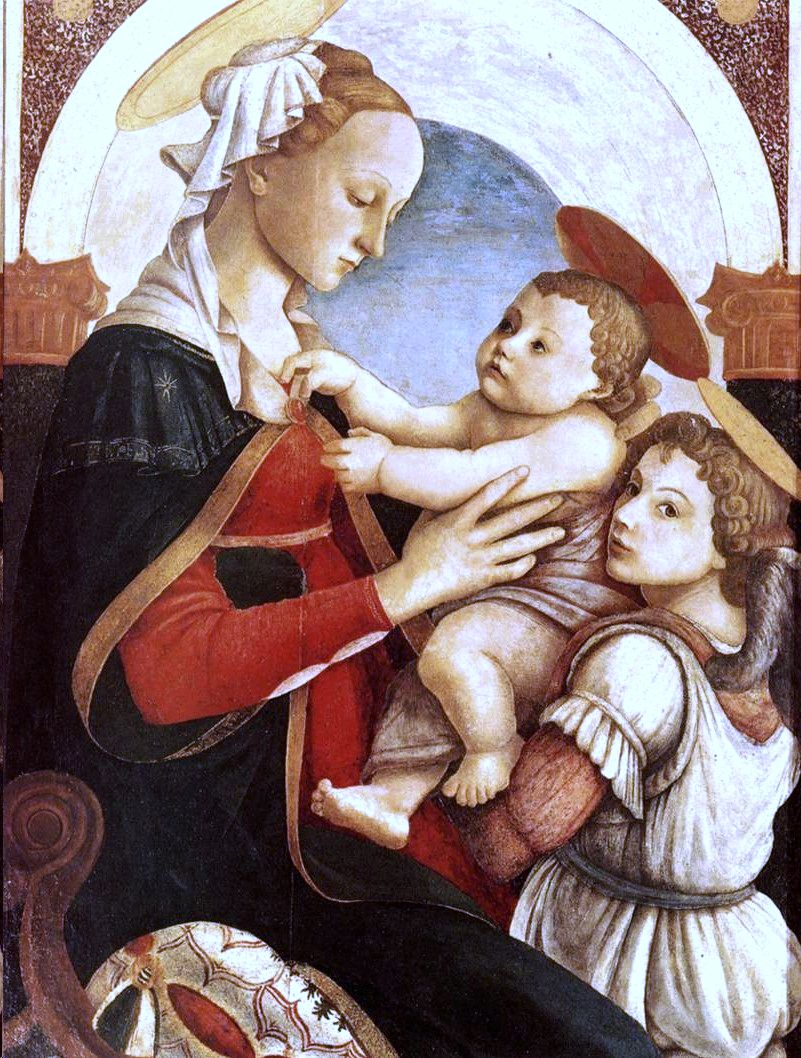
مدونا و کودک با یک فرشته بین ۱۴۶۵ تا ۱۴۶۷ م. مؤسسه معصومین در فلورانس
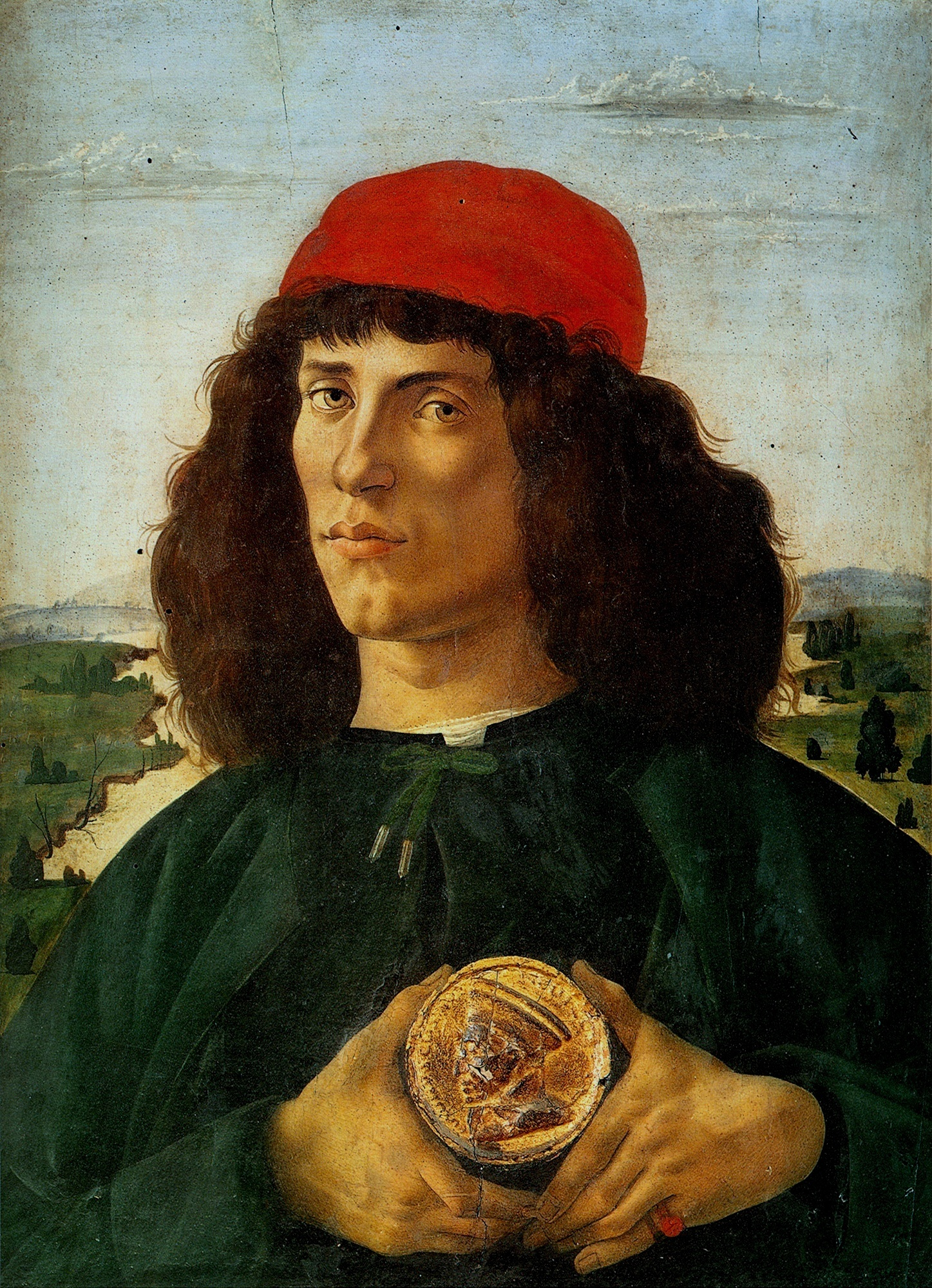
پرتره مردی با مدال کوزیموی کبیر، ۱۴۷۴; این مدال درج شده با تکنیک گسو از یک مدال واقعی است